# Den glade enke
 For alternative betydninger, se Den glade enke (flertydig). (Se også artikler, som begynder med Den glade enke)
Den glade enke (Die lustige Witwe) er en operette komponeret i 1905 af den østrigske komponist Franz Lehár.
Teksten er forfattet af to librettister Viktor Léon og Leo Stein. Den er baseret på komedien L'attaché d'ambassade fra 1861 af forfatteren Henri Meilhac. Stykket blev uropført den 28. december 1905 på Theater an der Wien i Wien.
Operetten blev en international succes, der er filmatiseret og opført på teatre talrige gange. Den er især kendt for den afsluttende vals (kendt som "Valsen fra Den glade enke") og Vilja-sangen.

## Handling

### Forhistorie
I det fjerne balkanfyrstendømme Pontevedrino, der står på randen af bankerot, udspiller sig en ulykkelig kærlighedshistorie: Grev Danilo må af standsmæssige årsager ikke gifte sig med sin elskede, bondepigen Hanna. Han rejser derfor til Paris, hvor han forsøger at glemme sine sorger blandt de franske grisetter på Maxim’s. 
I mellemtiden bliver Hanna gift med den rige bankier Glawari, som dør tre dage efter brylluppet og efterlader Hanna som en meget rig enke...

### 1. akt
På den pontevedrinske ambassade i Paris fejres fyrstens fødselsdag. Baron Mirko Zetas smukke hustru, Valencienne, flirter med Camille de Rosillon. Men Zeta bemærker intet. Han har kun én mission: at få den rige enke Hanna Glawari, som er inviteret og omsværmes af de franske herrer, til at gifte sig med en pontevedriner, så alle hendes millioner kan forblive i fyrstendømmet og redde det fra bankerot.
Han udser sig ambassadesekretær Danilo Danilowitsch som den udvalgte. Men Danilo vil hellere flirte med de smukke kvinder i Maxim’s end ligne en medgiftsjæger over for Hanna, hans første kærlighed. Han lover dog at holde de udenlandske bejlere på afstand af Hanna. Men uden at nogen af de to vil indrømme det, forelsker de sig i hinanden.

### 2. akt
Hanna holder et stort haveselskab i sit palæ. Der opføres en danseforestilling, som fortæller sagnet om skovalfen Vilja. Valencienne, som har mistet en vifte, hvorpå Rosillons kærlighedserklæring er skrevet, meddeler charmøren, at han hellere skulle gøre sine hoser grønne hos enken. Selv om Valencienne forsøger at holde fast i, at hun er en anstændig kvinde, lader hun sig alligevel overtale til et stævnemøde i pavillonen. Zeta, som har fundet sin hustrus vifte uden at vide, at kærlighedserklæringen er til hende, skal mødes med Danilo i den samme pavillon. Den store skandale synes uundgåelig, men Njegus, ambassadens alt-mulig-mand, redder Valencienne: Hanna kommer ud fra pavillonen sammen med Rosillon og bekendtgør deres forlovelse. Danilo, der hidtil har undgået Hanna, bliver jaloux og tager til Maxim’s for at dulme sine sorger.

### 3. akt
Hanna Glawari har forvandlet en salon i sit palæ til "Maxim’s" og har sågar inviteret ægte grisetter, som sammen med Valencienne danser cancan.
Zeta er fortvivlet over Hannas forlovelse med Rosillon, for nu truer fyrstendømmets bankerot for alvor. Danilo skal derfor endnu engang appellere til enkens patriotisme. Hanna giver ham den rigtige forklaring om situationen i pavillonen, og da hun bekendtgør, at hun vil miste hele sin formue, hvis hun gifter sig igen, erklærer Danilo hende sin kærlighed. For nu ved han, at hun gifter sig med ham af kærlighed. Men parret ender med at beholde hele formuen, for ifølge bankierens testamente overgår alle millionerne til enkens nye ægtemand.